# Rob McClanahan
Robert Bruce "Rob" McClanahan, född 9 januari 1958 i Saint Paul i Minnesota, är en amerikansk före detta ishockeyspelare.
McClanahan blev olympisk guldmedaljör i ishockey vid vinterspelen 1980 i Lake Placid.